# Львівський обласний академічний музично-драматичний театр імені Юрія Дрогобича
Льві́вський обласни́й академі́чний музи́чно-драмати́чний теа́тр і́мені Ю́рія Дрого́бича — обласний академічний музично-драматичний театр імені Юрія Дрогобича у місті Дрогобичі Львівської області.

## Загальні дані
Театр розташований у приміщенні за адресою:
площа Театральна, буд. 1, м. Дрогобич (Львівська область, Україна).
Директор театру — заслужений діяч мистецтв України Микола Григорович Гнатенко, головний режисер — Олександр Король, головний художник — Ярослав Данилів, головний диригент — Микола Михаць.

## З історії театру
Драматичний театр у Дрогобичі був заснований після входження західноукраїнських земель до складу УРСР у 1939 році.
Першу трупу театру було укомплектовано з місцевих акторів-аматорів та випускників Київського театрального інституту і Дніпропетровського театрального училища.
Під час війни частина акторів лишилася в окупованому німцями Дрогобичі. В газеті ОУН «Вільне Слово» повідомлялося, що при відділі пропаганди ОУН утворено аматорський драмгурток при УОК (Український окружний комітет). Його силами поставлено вистави «Запорозький клад», «Маруся Богуславка», «Невольник», «Ой, не ходи, Грицю», «Різдвяна ніч», «Сорочинський ярмарок», «Хмари» та інші. В серпні-вересні 1942 року з приєднанням до нього театральних труп з Самбора та Стрия його перейменовано в «Підкарпатський театр» на чолі з Юрієм Шерегієм, колишнім директором театру Карпатської України «Нова сцена». Пізніше театр в Дрогобичі, до складу якого входило майже 200 учасників, очолив режисер Йосип Стадник.
Коли Дрогобич знову опинився під радянською владою, у грудні 1944 року, повертається з евакуації (з міста Ново-Ургенча Узбецької РСР) Дрогобицький обласний український музично-драматичний театр імені М. Кропивницького, який об'єднується з місцевою трупою і починає діяти під назвою Дрогобицький обласний музично-драматичний театр.
У перший гастрольний тур дрогобицькі артисти вирушили у 1950 році.
Від 1970 року театр, що зберігав обласний статус і після входження Дрогобицької області до складу Львівської, носив ім'я українського радянського ідеологічно заангажованого драматурга Ярослава Галана.
У радянський період у театрі працювали: Народні артисти УРСР Я. Геляс, М. Андрусенко, В. Конопацький, С. Сміян, драматург В. Сичевський, заслужені артистки В. Варецька, В. Дикусар та інші.
У 1986—1992 роках головним режисером Львівського обласного українського музично-драматичного театру в Дрогобичі був Ярослав Бабій, що вперше в сучасній Україні інсценізував (спільно з Б. Мельничуком) і поставив спектаклі «Мазепа» та «Сотниківна» за творами Богдана Лепкого.
У незалежній Україні Львівський обласний академічний музично-драматичний театр змінив назву на честь визначного дрогобичанина Юрія Дрогобича (Котермака), першого доктора медицини у Центральній Європі, відтак дістав назву — Львівський обласний музично-драматичний театр імені Юрія Дрогобича.
У 2-й половині 2000-х років тривала довга реконструкція приміщення театру, відтак музично-драматичний театр з Дрогобича давав вистави на виїздах, ставши одним з найактивніших у плані гастролей театральних колективів у цілій державі. Загалом за рік Дрогобицькому театру вдається показувати понад 450 вистав.
Відповідно до постанови колегії Міністерства культури і туризму України від 12 листопада 2009 року за № 11/5, та відповідно до Положення «Про надання статусу Академічного творчим колективам України», затвердженого Указом Президента України від 20 серпня 2001 року за № 644, Міністерством культури та туризму України видано наказ про присвоєння творчому колективу Львівського обласного музично-драматичного театру імені Юрія Дрогобича статусу «академічного», тож надалі відповідно до вищезгаданого наказу дрогобицький театр почав іменуватися як «Львівський академічний обласний музично-драматичний театр імені Юрія Дрогобича». Академічний статус був присвоєний театрові на честь 70-ліття колективу і за здобутки на театральній ниві.

### Театр та Вікіпедія
17 лютого 2013 — 9 номерів з опери «Сокіл» прозвучали в Дрогобичі в рамках Вечора старовинної театральної музики із творчої спадщини Дмитра Бортнянського (автор проєкту — заслужений діяч мистецтв Микола Михаць).
Український переклад лібрето Максима Стріхи до опери Д. Бортнянського «Сокіл» був опублікований «Вікімедіа Україна».

## З репертуару

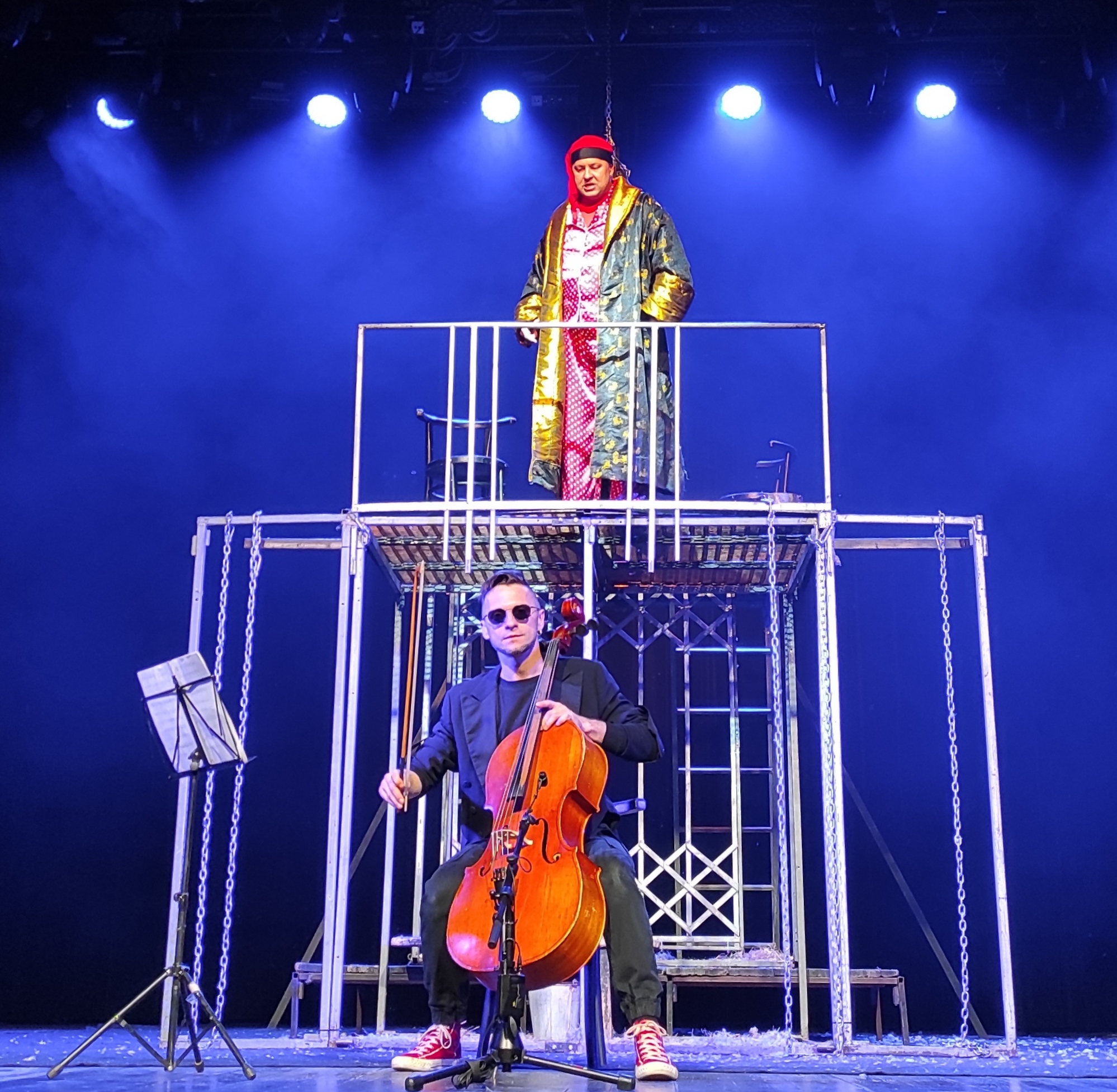
«Серенада. Пристрасті в курнику». Люблін, 2024 рік

У репертуарі Львівського обласного академічного музично-драматичного театру імені Юрія Дрогобича — твори української та світової драматургійної класики, обробки фольклору, сучасні п'єси.
Так у чинній театральній (кінець 2000-х років) афіші — «Тіні забутих предків», комедія «Ханума», трагедія «Марія», вистави «Кайдашева сім'я», «Вовчиха», «Таїна», «Дуже проста історія», спектаклі за казками для дітей.
«Дорогою ціною» М. Коцюбинський, «Пані міністерша» Б. Нушич, «Блазні» М. Мельничук, «Конотопська відьма» Б. Жолдак за Г. Квіткою-Основ'яненком, «Мати-наймичка» І. Тогобочний, «І сміх, і гріх» М. Лисак, «Мойсей» І. Франко інсценізація Т. Метика, «Хіба ревуть воли, як ясла повні?» Панас Мирний, «Маляр» Тунджер Джюдженоглу, «Моя дружина брехуха» лібрето Ю. Рибчинського музика В. Ільїн, В. Лукашов.

## Виноски
1. ↑  Сенюра Й. М. Львівський обласний український музично-драматичний театр // Українська радянська енциклопедія : у 12 т. / гол. ред. М. П. Бажан ; редкол.: О. К. Антонов та ін. — 2-ге вид. — К. : Головна редакція УРЕ, 1981. — Т. 6 : Куликів — Мікроклімат. — 552 с., [22] арк. іл. : іл., табл., портр., карти + 1 арк с. — С. 277.
2. ↑  Нариси з історії Дрогобича (від найдавніших часів до початку XXI ст.) / наук. ред. Л. Тимошенко. — Дрогобич: Коло, 2009. — 320 с. — ISBN 978-966-7996-46-8.
3. ↑  Історія театру[недоступне посилання з квітня 2019] на Офіційна вебсторінка театру [Архівовано 16 листопада 2015 у Wayback Machine.]
4. ↑  Тернопільський енциклопедичний словник : у 4 т. / редкол.: Г. Яворський та ін. — Тернопіль : Видавничо-поліграфічний комбінат «Збруч», 2004. — Т. 1 : А — Й. — 696 с. — ISBN 966-528-197-6.
5. ↑  Львівський обласний музично-драматичний театр ім. Юрія Дрогобича до свого 70-річчя став академічним, інф. на www.drohobych-rada.gov.ua (сайт Дрогобицької міської ради). Архів оригіналу за 4 березня 2016. Процитовано 4 листопада 2010.
6. ↑  Баран Ярослав ТЕАТР СТАВ АКАДЕМІЧНИМ. Минулого тижня у житті дрогобицьких театралів сталася непересічна і справді історична подія. [Архівовано 5 березня 2016 у Wayback Machine.] // інф. за 20 листопада 2009 року на блозі газети «Франкова криниця Підгір'я» (м. Трускавець)
7. ↑  Діючий репертуар (театру) [Архівовано 19 жовтня 2011 у Wayback Machine.] на Офіційна вебсторінка театру [Архівовано 16 листопада 2015 у Wayback Machine.]
8. ↑  Гольберг Леонід Новий сезон Дрогобицький академічний зустріне оновленим — стверджує директор театру Микола Гнатенко [Архівовано 4 березня 2016 у Wayback Machine.] // матеріал на maydan.drohobych.net (Майдан. Дрогобицька інтернет-газета) [Архівовано 1 січня 2011 у Wayback Machine.]